# Catoxyopsis dubiosa
Catoxyopsis dubiosa är en bönsyrseart som beskrevs av Giglio-tos 1898. Catoxyopsis dubiosa ingår i släktet Catoxyopsis och familjen Mantidae. Inga underarter finns listade i Catalogue of Life.